# جان فارمر (بازیکن فوتبال)
جان فارمر (انگلیسی: John Farmer؛ زادهٔ ۳۱ اوت ۱۹۴۷) بازیکن فوتبال اهل بریتانیا است.
از باشگاه‌هایی که در آن بازی کرده‌است می‌توان به باشگاه فوتبال استوک سیتی، باشگاه فوتبال نورتویچ ویکتوریا، و باشگاه فوتبال لستر سیتی اشاره کرد.